# Musikskole
På en musikskole undervises elever i musikalsk teori (som fx noder og toner), i at bruge et eller flere musikinstrumenter – herunder digitale – og/eller i at synge. Formålet er at udvikle elevernes musikalske evner og dermed skabe grundlag for en livslang, aktiv deltagelse i musiklivet – både som udøvere og lyttere.

## Kommunale musikskoler
Efter strukturreformen i 2007 blev det lovpligtigt for enhver kommune at have en musikskole. Inden strukturreformen var der 216 musikskoler. Efter strukturreformen er der én kommunal musikskole i hver kommune. Kommunerne, staten og elevernes egenbetaling finansierer de kommunale musikskoler.
Folkeskolen blev med folkeskolereformen fra 2014 forpligtet til at samarbejde med de kommunale musikskoler. Musikskolen var i forvejen forpligtet på samarbejdet. Men skolereformen blev forpligtelsen gensidig.
Omkring halvdelen af de kommunale musikskoler udbyder også undervisning i andre kunstretninger end musik: for eksempel billedkunst eller dans. I de tilfælde bruger man oftest betegnelsen ’kulturskole’, 'musisk skole' eller 'kreativ skole'.
Musikskolernes økonomi er baseret på tre komponenter: kommune, stat og bruger(elev). Kommunerne er langt den største bidragsyder. Den samlede økonomi for de kommunale musik- og kulturskolers tilbud til børn, unge og voksne ligger lige under 1 milliard kroner om året (2018)

### Musiklov og Bekendtgørelse om musikskoler
Danmark fik sin første musiklov i 1976. I 1990 fik musikskolerne eget kapitel i Musikloven. 1. januar 2014 fik musikskolerne egen bekendtgørelse: Bekendtgørelse om musikskoler. Bekendtgørelsen erstattede de tidligere Vejledende standardvedtægter for musikskoler og Vejledende retningslinier for musikskoleundervisning. Det var det daværende Musikudvalg under Statens Kunstråd, der tog initiativet til den nye bekendtgørelse.

#### FraBekendtgørelse om musikskolerom musikskolens formål
§ 1. Musikskolen skal tilbyde undervisning i musik til børn og unge op til 25 år i en eller flere kommuner.
Stk. 2. Musikskolen kan desuden tilbyde undervisning til voksne. Undervisningen af voksne udløser ikke tilskud efter § 3 c i lov om musik og efter bekendtgørelsens kapitel 3.
§ 2. Musikskolen har, jf. lov om musik, § 3 a, stk. 3, til formål at udvikle og fremme elevernes musikalske evner og kundskaber gennem sine undervisningstilbud. Musikskolen opfylder sit formål i forhold til eleverne ved bl.a.:
1) at bibringe eleverne instrumentale/vokale, skabende og øvrige musikalske færdigheder som forudsætning for musikalsk udfoldelse, individuelt og i fællesskaber, idet der tages udgangspunkt i den enkeltes forudsætninger og talent,
2) at udvikle elevernes musikalske udtryk og evner til personlig musikalsk stillingtagen,
3) at skabe forudsætninger for livslang, aktiv deltagelse i musiklivet som udøvere og lyttere og
4) at give et bredt musikalsk tilbud, som så vidt muligt omfatter alle instrumentgrupper.
Stk. 2. Musikskolen har i øvrigt til formål at medvirke til at fremme det lokale musikmiljø.

## Musikalske grundkurser, MGK
MGK, musikalske grundkurser, er et 3-årigt overbygningskursus knyttet til en musikskole. Der er optagelsesprøve til MGK. Undervisningen kan foregå over fire eller evt. fem år, hvis den kombineres med en gymnasial uddannelse eller anden skolegang. Formålet med MGK er at uddanne musikudøvere, som kan stimulere det lokale musikliv og at forberede til optagelse på musikkonservatoriet eller en videregående musikuddannelse
MGK finansieres af staten og er et tilbud til unge mellem 14 og 25 år. Der tilbydes undervisning i klassisk musik, rytmisk musik og produktion.

## Private musikskoler
Der findes udover de kommunale musikskoler også en række private musikskoler, herunder netbaserede.